# Atoyac de Álvarez
Atoyac de Álvarez es una localidad perteneciente al estado mexicano de Guerrero, siendo cabecera y la localidad más poblada del municipio de Atoyac de Álvarez. Ubicada en la región costa grande del estado de Guerrero, lugar de nacimiento del presidente nacional Juan N. Álvarez.

## Población
Según el último conteo del INEGI el municipio contaba hasta el 2020 con 60,680 habitantes, de los cuales 29,479 son hombres y 31,201 son mujeres, siendo 51.4% mujeres y 48.6% hombres.
Los rangos de edad que concentraron mayor población fueron 10 a 14 años (5,844 habitantes), 5 a 9 años (5,786 habitantes) y 15 a 19 años (5,490 habitantes). Entre ellos concentraron el 28.2% de la población total.

## Comercios
En la ciudad existe un Mercado municipal donde los habitantes del lugar y poblaciones aledañas se abastecen, también un supermercado Super Che,  así como infinidad de comercios y tiendas de diferente tipo.

## Fiestas y tradiciones
Algunas de las principales tradiciones de este municipio son:
Festejo del día de la Virgen de la Asunción de María que se festeja el 15 de agosto. 
Feria regional de café.

## Relaciones Internacionales

### Hermanamientos
La ciudad de Atoyac tiene Hermanamientos con las siguientes ciudades alrededor del mundo:
- Taxco, México (2021)[6][7]
- Zumpango del Rio, México (2022)[8][9]
- San Marcos, México (2023)[10]
- Tixtla de Guerrero, México (2023)[10]

### Convenios
La ciudad de Atoyac tiene Convenios con las siguientes ciudades alrededor del mundo:
- Tixtla de Guerrero, México (2022)[11][12]
- Acapulco, México (2022)[13]